# Septmonts
Septmonts és un municipi francès situat al departament de l'Aisne i a la regió dels Alts de França. L'any 2007 tenia 547 habitants.

## Demografia

### Població
El 2007 la població de fet de Septmonts era de 547 persones. Hi havia 201 famílies de les quals 53 eren unipersonals (15 homes vivint sols i 38 dones vivint soles), 53 parelles sense fills, 87 parelles amb fills i 8 famílies monoparentals amb fills.
La població ha evolucionat segons el següent gràfic:
Habitants censats

### Habitatges
El 2007 hi havia 233 habitatges, 210 eren l'habitatge principal de la família, 14 eren segones residències i 9 estaven desocupats. 216 eren cases i 16 eren apartaments. Dels 210 habitatges principals, 153 estaven ocupats pels seus propietaris, 55 estaven llogats i ocupats pels llogaters i 2 estaven cedits a títol gratuït; 2 tenien una cambra, 14 en tenien dues, 32 en tenien tres, 61 en tenien quatre i 101 en tenien cinc o més. 165 habitatges disposaven pel capbaix d'una plaça de pàrquing. A 75 habitatges hi havia un automòbil i a 102 n'hi havia dos o més.

### Piràmide de població
La piràmide de població per edats i sexe el 2009 era:
| Homes | Edats   | Dones |
| ----- | ------- | ----- |
| 0     | 95 o +  | 0     |
| 0     | 90 a 94 | 0     |
| 0     | 85 a 89 | 12    |
| 0     | 80 a 84 | 8     |
| 0     | 75 a 79 | 4     |
| 8     | 70 a 74 | 4     |
| 16    | 65 a 69 | 20    |
| 16    | 60 a 64 | 12    |
| 8     | 55 a 59 | 12    |
| 28    | 50 a 54 | 12    |
| 8     | 45 a 49 | 16    |
| 36    | 40 a 44 | 20    |
| 24    | 35 a 39 | 28    |
| 12    | 30 a 34 | 16    |
| 4     | 25 a 29 | 16    |
| 20    | 20 a 24 | 8     |
| 17    | 15 a 19 | 20    |
| 16    | 10 a 14 | 40    |
| 24    | 5 a 9   | 28    |
| 24    | 0 a 4   | 12    |

## Economia
El 2007 la població en edat de treballar era de 353 persones, 261 eren actives i 92 eren inactives. De les 261 persones actives 244 estaven ocupades (135 homes i 109 dones) i 16 estaven aturades (6 homes i 10 dones). De les 92 persones inactives 30 estaven jubilades, 34 estaven estudiant i 28 estaven classificades com a «altres inactius».

### Ingressos
El 2009 a Septmonts hi havia 223 unitats fiscals que integraven 593,5 persones, la mediana anual d'ingressos fiscals per persona era de 17.184 €.

### Activitats econòmiques
Dels 17 establiments que hi havia el 2007, 2 eren d'empreses extractives, 1 d'una empresa alimentària, 4 d'empreses de construcció, 2 d'empreses de comerç i reparació d'automòbils, 3 d'empreses d'hostatgeria i restauració, 1 d'una empresa financera, 1 d'una empresa immobiliària, 2 d'empreses de serveis i 1 d'una empresa classificada com a «altres activitats de serveis».
Dels 6 establiments de servei als particulars que hi havia el 2009, 2 eren paletes, 1 lampisteria, 1 electricista, 1 restaurant i 1 agència immobiliària.
L'únic establiment comercial que hi havia el 2009 era una fleca.

## Equipaments sanitaris i escolars
El 2009 hi havia una escola elemental integrada dins d'un grup escolar amb les comunes properes formant una escola dispersa.

## Poblacions més properes
El següent diagrama mostra les poblacions més properes.